# Велика Корона Татр
Велика Корона Татр (ВКТ) – список з 15 вершин Татр, які відповідають двом критеріям:
- вони мають висоту понад 8000 англійських футів. Один фут дорівнює 30,48 см, тому цей список може включати вершини вище 2438,4 м,
- вони піднімаються щонайменше на 100 м над перевалом, що відділяє їх від найвищої вершини в околицях[1].

Список піків ВКТ був опублікований Пйотром Мелюсом у журналі Góry у 1998 році
8000 футів – це відсилання до гімалайських восьмитисячників  (тут замість метрів стоять англійські фути). Прийнятий таким чином критерій викликав багато суперечок. У більшості випадків їх вважали штучними. В основному під сумнів ставилася умовно прийнята 100-метрова мінімальна висота вершини над перевалом. Цей параметр означав, що ВКТ не включає такі добре відомі альпіністам вершини, як Задні Герлах, Малий Дурний Пік, Великий Пік Широкий, Малий Кежмарський Пік, Лодова Копа. Зрештою, критерії, встановлені П. Мелюсом, залишилися в силі. Особливим «невдахою» був Великий Мієгушовецький Пік, якому не вистачило декількох сантиметрів. За топографічною картою масштабу 1:10 000, висота Мієгушовецького Піку становить 2438,1 м (7999 футів). Однак цей пік насправді перевищує 8000 футів, як вказують вимірювання лідара, зроблені в 2018 році. Висота найвищої точки куполу вершини за цими даними становить 2438,58 м, або 8000,6 футів, тож за критеріями Пьотра Мієлюса ця вершина також належить до Великої корони Татр.
Згідно з останніми вимірюваннями лідара, Велика корона Татр включає:
| Вершини Великої корони Татр |                            |                              |                        |                   |                 |
| №                           | Пік                        | Польська назва               | Словацька назва        | Висота            | Висота          |
| №                           | Пік                        | Польська назва               | Словацька назва        | м над рівнем моря | Англійські фути |
| 1                           | Герлаховський пік          | Gerlach                      | Gerlachovský štít      | 2655              | 8743            |
| 2                           | Ломниця                    | Łomnica                      | Lomnický štít          | 2634              | 8642            |
| 3                           | Льодовий пік               | Lodowy Szczyt                | Ľadový štít            | 2627              | 8619            |
| 4                           | Дурний Щит                 | Durny Szczyt                 | Pyšný štít             | 2623              | 8606            |
| 5                           | Висока                     | Wysoka                       | Vysoká                 | 2560              | 8399            |
| 6                           | Кежмарський пік            | Kieżmarski Szczyt            | Kežmarský štít         | 2558              | 8392            |
| 7                           | Кінцівка                   | Kończysta                    | Končistá               | 2538              | 8327            |
| 8                           | Баранячі роги              | Baranie Rogi                 | Baranie rohy           | 2526              | 8287            |
| 9                           | Риси                       | Rysy                         | Rysy                   | 2503              | 8212            |
| 10                          | Кривань                    | Krywań                       | Kriváň                 | 2494              | 8182            |
| 11                          | Старолесний пік            | Staroleśny Szczyt            | Bradavica              | 2476              | 8123            |
| 12                          | Ґанок                      | Ganek                        | Gánok                  | 2462              | 8077            |
| 13                          | Славковський пік           | Sławkowski Szczyt            | Slavkovský štít        | 2452              | 8045            |
| 14                          | Проміжний хребет           | Pośrednia Grań               | Prostredný hrot        | 2443              | 8009            |
| 15                          | Великий Мієгушовецький Пік | Mięguszowiecki Szczyt Wielki | Veľký Mengusovský štít | 2438              | 8000,6          |

Усі вершини розташовані в словацьких Татрах у Словаччині, і лише Великий Мієгушовецький Пік знаходиться на польсько-словацькому кордоні. Першим переможцем ВКТ, ймовірно, був Януш Хмєловський. Ганек був останньою вершиною в списку, підкореною в 1897 році. Пізніше ВКТ підкорила ціла ватага альпіністів. У 21 столітті стало модно підкорювати вершини на час. У серпні 2016 року Павел Оравєц підкорив усі 14 вершин за 58 годин. Не знаючи про його досягнення, польська ультрамарафонець і досвідчена альпіністка Аліція Пащак незабаром покращила цей рекорд до трохи більше 49 хвилин . 13–14 серпня 2020 року всі вершини ВКТ були підкорені Кацпером Текіелі  за 37 годин 28 хвилин. Усі ці дані стосуються періоду, коли Великий Менгушовецький Пік не входив до Корони Татр.
ВКТ підкорюють у порядку зі сходу на захід . Загальний набір висоти, розрахований Кацпером Текіле, становить 8160 м вгору (сума підйомів) і 7914 м вниз (сума спусків), а відстань — 57,9 км  (без урахування піку Мієгушовецького).